# Torre Nueva de Guadiaro
La Torre Nueva de Guadiaro es una atalaya situada en la localidad andaluza de San Roque junto a la desembocadura del río Guadiaro, construida para la vigilancia del tramo de costa adyacente ante la presencia de piratas berberiscos. Comparte características con otras torres artilladas de la región edificadas en las mismas fechas y, como estas, entró a formar parte del sistema de fortificaciones del Campo de Gibraltar con posterioridad a la pérdida de Gibraltar.
La torre fue construida con posterioridad a 1516 cuando mediante Real Cédula se pone de manifiesto la necesidad de vigilancia de esas costas debido a que la única torre situada en las cercanías, la actualmente conocida como Torre Quebrada de Guadiaro, había sido destruida por un rayo. Tiene planta circular con 14 metros de diámetro y alzado troncocónico de 16 metros de los cuales 4 se corresponden con la escarpa. Sus muros están compuestos por sillarejos en hiladas horizontales unidos con mortero que delimitan dos estancias con bóveda y comunicadas entre sí mediante una escalera adosada a los muros. En el interior de las estancias se situaba una chimenea destinada al cuerpo de guardia presente en la construcción. La puerta de acceso a las entancias se encuentra a varios metros del suelo y era accesible mediante una escalera de cuerda. Se desconoce cómo era su terrado originalmente pues reformas posteriores destinadas a crear una sólida plataforma para artillería cambiaron su fisionomía.